# 2008 en Autriche
Chronologie de l'Autriche
- 2004
- 2005
- 2006
- 2007
- 2008
- 2009
- 2010
- 2011
- 2012

Cet article présente les faits marquants de l'année 2008 en Autriche.

## Évènements

### Février
- Vendredi 22 février 2008 : un groupe lié à Al-Qaïda enlève deux touristes autrichiens, Andrea Kloiber (44 ans) et Wolfgang Ebner (51 ans), en Tunisie et les transfère dans une zone montagneuse en territoire algérien.

### Mars
- Jeudi 13 mars 2008 : annonce que le décryptage d'une amulette prouve la présence de juifs en Autriche dès le IIIe siècle [1].

- Samedi 29 mars 2008 : selon une étude du Club alpin autrichien (ÖAV) les glaciers autrichiens auraient reculés en moyenne de 22,2 mètres lors de l'hiver 2006-2007 avec un maximum de 96,5 mètres sur la glacier Weisssee Ferner dans le massif de l'Ötztal.

### Avril
- Mardi 8 avril 2008 : les organisateurs de l'initiative populaire « Sauvons l'Autriche » ont annoncé avoir recueilli plus de cent trois mille signatures pour réclamer un référendum sur le traité de Lisbonne.

- Vendredi 25 avril 2008 : le gouvernement de coalition SPÖ-ÖVP lance une campagne de régularisation, jusqu'au 30 juin prochain, des milliers de femmes des pays de l'Est travaillant comme aide-ménagères pour des personnes âgées en Autriche.

- Samedi 26 avril 2008 : révélation de l'Affaire Fritzl; un père a séquestré et a violé sa fille durant 24 ans. 7 enfants sont nés de ces incestes.

### Mai
- Samedi 3 mai 2008 : publication du rapport de l'Office fédéral autrichien de protection de l'environnement, selon lequel le pays est un des plus mauvais élèves en matière de réduction des émissions de gaz. Alors qu'elle s'est engagée à réduire ses rejets de 13 % d'ici 2012, elle les a augmenté de 15 % en 2007. Cette augmentation serait dû au vieillissement de son parc poids-lourds et au retard pris par les entreprises de construction. Sur la base des émissions de 2007, l'amende serait de 2,2 milliards d'euros (100 euros par tonne d'émission excédentaire). Dès le 17 avril dernier, le ministre de l'Agriculture et de l'Environnement, Josef Pröll convoque un sommet extraordinaire pour faire l'inventaire des solutions à court et moyen terme. Parmi les solutions rapidement réalisables : l'acquisition de droits de polluer en finançant la construction de centrales électriques propres dans des pays en développement, le développement des transports publics, et l'augmentation de la taxe sur les véhicules les plus polluants.

- Lundi 5 mai 2008 : le ministre de l'Économie, Martin Bartenstein souhaite que d'ici 2020, le pays augmente de 20 % ses capacités de production en hydro-électricité.

### Juin
- Lundi 2 juin 2008 : le pays réinstalle jusqu'au 29 juin des contrôles frontaliers dans le cadre de la sécurité de l'Euro 2008 de football.

- Vendredi 13 juin 2008 : un des deux otages enlevés en Tunisie par un groupe lié à al-Qaida fin février, Wolfgang Ebner, a pu téléphoner à sa famille. Il souffrirait du choléra et de la malaria.

- Vendredi 20 juin 2008 : l'équipe de football de la Turquie bât celle de Croatie en quart de finale de l'Euro 2008 à Vienne.

- Dimanche 29 juin 2008 : l'équipe de football d'Espagne bât celle d'Allemagne, 1 à O, en finale de l'Euro 2008 à Vienne.

### Septembre
- Dimanche 28 septembre 2008 : élections législatives anticipées.

### Novembre
- Dimanche 9 novembre 2008 : les autorités politiques et religieuses commémorent les pogroms de la « Nuit de Cristal » par les nazis qui avaient ensanglanté l'Autriche annexée (Anschluss).

- Dimanche 23 novembre 2008 : après huit semaines de négociations, à la suite des résultats des élections législatives anticipées du 28 septembre, le Parti social-démocrate (SPÖ) et le parti conservateur ÖVP concluent un accord de coalition. Le social-démocrate Werner Faymann devient le nouveau chancelier.

### Décembre
- Mercredi 10 décembre 2008 :
  - Grève d'avertissement à La Poste contre le projet de suppressions de 9 000 postes de travail sur 23 000 et la fermeture de 1 000 bureaux sur 1 300 dans tout le pays d'ici à 2015 pour faire face à la libéralisation du marché du courrier en 2011.
  - Le festival de musique de Salzbourg annonce être à la recherche de son prochain directeur artistique après que son responsable actuel, l'Allemand Jürgen Flimm ait annoncé ne pas souhaiter prolonger son contrat au-delà de 2011.

- Jeudi 18 décembre 2008 : l'Agence pour la sécurité alimentaire et médicale (AGES) confirme la découverte de neuf nouveaux cas de « maladie de la langue bleue » dans quatre exploitations agricoles près de Schärding en Haute-Autriche, ce qui porte le nombre total de bovins infectés en Autriche à onze.

- Lundi 29 décembre 2008 : la fille de Josef Fritzl sort de clinique.